# Hypochrysops cleon
Hypochrysops cleon är en fjärilsart som beskrevs av Grose-smith 1900. Hypochrysops cleon ingår i släktet Hypochrysops och familjen juvelvingar. Inga underarter finns listade i Catalogue of Life.